# Kenny Chesney
Kenneth Arnold "Kenny" Chesney (nascido em 26 de março de 1968, Luttrell, Tennessee) é um cantor e compositor americano de música country. Chesney já lançou 20 álbuns, 14 destes receberam alguma certificação da RIAA, orgão que representa as gravadoras nos Estados Unidos.

## Álbuns de estúdio
- 1994: In My Wildest Dreams
- 1995: All I Need to Know
- 1996: Me and You
- 1997: I Will Stand
- 1999: Everywhere We Go
- 2002: No Shoes, No Shirt, No Problems
- 2003: All I Want for Christmas Is a Real Good Tan
- 2004: When the Sun Goes Down
- 2005: Be as You Are (Songs from an Old Blue Chair)
- 2005: The Road and the Radio
- 2007: Just Who I Am: Poets & Pirates
- 2008: Lucky Old Sun
- 2010: Hemingway's Whiskey
- 2012: Welcome to the Fishbowl
- 2013: Life on a Rock
- 2014: The Big Revival
- 2016: Cosmic Hallelujah
- 2018: Songs for the Saints
- 2020: Here and Now
- 2024: Born